# Kazimierz Laskowski
Kazimierz Laskowski, född 7 november 1899 i Troitsk, död 20 oktober 1961 i Warszawa, var en polsk fäktare.
Laskowski blev olympisk bronsmedaljör i sabel vid sommarspelen 1928 i Amsterdam.